# Robert Howie
Pour les articles homonymes, voir Howie.
Pas d'image ? Cliquez ici

b Matchs officiels uniquement.
Robert Howie, né le 11 juin 1898 à Gorebridge et mort le 14 mai 1992, est un joueur écossais de rugby à XV, ayant occupé le poste de pilier pour l'équipe d'Écosse de 1924 à 1925, période faste de celle-ci dans le Tournoi des Cinq Nations (4 victoires de 1925 à 1929).

## En équipe nationale
Robert Howie a eu sa première sélection internationale à l'âge de 25 ans le 1er janvier 1924, à l'occasion d’un match contre l'équipe de France. Il évolue pour l'équipe d'Écosse qui remporte le Grand Chelem en 1925. Robert Howie connaît sa dernière cape internationale à l'âge de 26 ans le 21 mars 1925, à l'occasion d'un match contre l'équipe d'Angleterre. Il participe à la tournée des Lions britanniques en 1924 en Afrique du Sud.

## Palmarès

### Avec l'Écosse
- 7 sélections en équipe d'Écosse, de 1924 à 1925.
- Sélections par années : 4 en 1924, 3 en 1925.
- 1 victoire dans le tournoi, en 1925 (1er Grand Chelem écossais).

### Avec les Lions britanniques
- 4 sélections en 1924 lors de la tournée en Afrique du Sud.